# حبيب العمر (فلم)
حبيب العمر فيلم رومانسي موسيقي مصري تم إنتاجه عام 1947، من إخراج هنري بركات و بطولة فريد الأطرش وسامية جمال وإسماعيل ياسين، و هو أول فيلم يقوم بإنتاجه فريد الأطرش.

## فريق العمل
إخراج: هنري بركات

تأليف:
- هنري بركات (قصة وسيناريو)
- بديع خيري (حوار)

### بطولة
- فريد الأطرش
- سامية جمال
- إسماعيل ياسين

## أغاني الفيلم
من ألحان فريد الأطرش
- توكلنا على الله

كلمات: بيرم التونسي
- قوليلى إيه

كلمات: يوسف بدروس
- أحبابنا يا عين
- يهون عليك

كلمات: بيرم التونسي
- يا من بنادي

كلمات: أمين صدقي
- يا زهرة في خيالى

كلمات: صالح جودت
- حبيب العمر

كلمات: مأمون الشناوي

## روابط خارجية
- مقالات تستعمل روابط فنية بلا صلة مع ويكي بيانات